# Александровская слобода
Алекса́ндровская слобода́ (или Александровский кремль; в XVI веке — Александрова слобода) — древнерусская крепость (ранее посад, позже слобода и потешное село — Александровское), сейчас часть города Александрова Владимирской области.
Под названием «Александровская слобода» известна с XV века. С 1505 года служила загородной резиденцией великого князя Василия III, с 1564 по 1581 год — резиденция царя Ивана Грозного (фактически столица государства, центр Опричнины). Сохранились Троицкий собор (1513), Покровская церковь (XVI века, являлась частью дворца Ивана Грозного) и другие. С 1651 года на месте слободы действует Успенский монастырь.
В Александровской слободе находилась одна из государевых кобыльих конюшен. В районе Александровской слободы царь Пётр проводил со своими «потешными» учения на «Немецких горах».

## История
Александровская слобода известна с середины XIV века. Возведена в 1505 году, 11 декабря 1513 года здесь был построен загородный дворец великого князя Василия III — он приезжал сюда с семьёй и двором. Остатки дворцовых сооружений ныне известны под именем Александровского кремля.
В 1513 году в Слободе был освящён Покровский собор, позднее переосвящённый как Троицкий. В наше время он выглядит немного по-другому, нежели в XVI веке: некоторые архитектурные изменения, например, в форме окон, принадлежат более позднему времени. Но в целом он выглядит почти так, каким был при возведении. Историк архитектуры В. В. Кавельмахер, исследовавший Александровскую слободу на протяжении двух десятилетий, отмечал: «Покровский собор отличается невероятной, почти феноменальной для нашей архитектуры сохранностью». Собор был первоначально двухцветным: ныне забелённые красно-кирпичные стены были украшены белокаменными элементами оформления. Фресковая роспись, сохранившаяся в соборе, принадлежит частично к XVI веку, но в целом это росписи более позднего времени; к XVI веку относится белокаменная резьба внутренних порталов.
Иван Грозный оказался в Александровской крепости — «опришном» владении Елены Глинской (то есть перешедшем ей после смерти мужа, Василия III) — в начале 1565 года, уехав от «многих каменных дел», чтобы «его, государя, Бог наставил». В грамотах, которые он направил в столицу, царь сообщал, что «гневу и опалы» нет на бояр и дворян, которые не только «тащили» царскую казну, но и «измены делали», не желая воевать с недругами.
Слобода превратилась в фактическую столицу государства, сюда в декабре 1563 года переехал Иван Грозный, здесь была учреждена опричнина, в слободе функционировали приказы, Боярская дума и ряд других учреждений. Отсюда был совершён поход на вольный Великий Новгород. Английский путешественник Флетчер писал, что Александрова слобода при Иване Грозном по доходам стояла на первом месте среди других городов Руси. В Москву Иван IV ездил «на невеликое время».
В 1575 году царь Иван Васильевич «отрёкся» от престола и возвёл на него Симеона Бекбулатовича.
Деревянные укрепления, воздвигнутые в своё время по распоряжению Елены Глинской, царь велел выложить кирпичом «от земли до стрельниц» (бойниц).
Знаменитые Васильевские врата Софийского собора в Новгороде (1336), вывезенные Иваном Грозным при разграблении города, украсили южный вход из гульбища в Успенский (Троицкий) собор. Религиозные сюжеты на вратах соседствуют со сказочными (например, изображение кентавра — сказочного китовраса). Врата были выполнены старинной техникой, при которой по предварительно сделанным прорезям растиралось жидкое золото со ртутью.
Западный вход из гульбища в главный собор крепости также украсили старинные врата (1344—1358), вывезенные Грозным из тверского Спасо-Преображенского собора. Одна пластина врат сохранила гравировку с Троицей.
Александровский Кремль стал едва ли не главным местом международных переговоров и подписания соглашений. Сюда прибывали послы и посольства Англии, Швеции, Крыма, Великого княжества Литовского (затем Речи Посполитой), Дании, папского престола и иных государств. С 1568 года в слободе располагалась царская книгописная палата и печатный двор.
В 1569 году из Москвы в Александровскую слободу была перевезена первая в России типография. В ней в 1577 году ученики первопечатника Ивана Фёдорова Андроник Тимофеев (Невежа) и Никифор Тарасиев напечатали Псалтирь, повторившую первый русский учебник «Псалтирь Учебную», изданную в Москве в 1568 году. Позже типография печатала не только книги, но и листовки против Стефана Батория, которые распространяли во «многих немецких городах».
В 1581 году царь покинул крепость в Александровской слободе после смерти своего сына Ивана, который, согласно широко распространённой версии, был случайно убит отцом, хотя есть и другие версии, и больше никогда сюда не возвращался.

### Успенский монастырь
Во второй половине XVII века на территории бывшей царской крепости был устроен Успенский женский монастырь. Восстанавливается Успенская церковь, возводятся стены ограды и угловые башни, строится келейный корпус. Государь Феодор Алексеевич вместе с царицей Агафьей Семёновной Грушецкой поставили в иконостас Александровского Успенского монастыря икону святого Феодора Стратилата и святой мученицы Агафии.
Сейчас это пятиглавый храм. Пристроенные позднее четыре главки были сделаны глухими, без окон, их барабаны перетянуты двумя валиками. Кресты на чешуйчатых главах завершаются украшениями в виде венцов. Облик церкви отчасти искажён его четырехскатным покрытием, сделанным, по всей видимости, в XVIII веке. Колокольня храма приземиста, шатёр её поставлен на четверик, грани последнего прорезаны открытой аркадой.
Двухъярусные каменные паперти частично были восстановлены архитектором Н. В. Сибиряковым в подклете здания. Фрагмент верхнего яруса галереи раскрыт в интерьере церкви, на южной стене Иоанно-Предтеченского придела. Можно увидеть первоначальные белокаменные резные порталы Успенской церкви: южный раскрыт полностью, северный — частично. Западный портал, вероятно, был растёсан при перестройке.
В советское время на территории бывшей крепости и упразднённого монастыря функционировал музей. Ныне территорию Александровского кремля делят музей-заповедник «Александровская слобода» и возрожденный Свято-Успенский монастырь.
18 мая 2013 года в музее-заповеднике «Александровская слобода» состоялось спецгашение почтового блока «500 лет Александровскому кремлю».
В 2017 году «Почта России» выпустила почтовую марку номиналом 22 рубля с изображением Александровского кремля.

### Троицкий собор
Троицкий собор является одним из старейших соборов, находящихся на территории Александровской Слободы. Во внутренней части кремля собор располагается со стороны западных ворот. Троицкий собор относится к памятникам Владимиро-Суздальской архитектуры.
На четыре столба собора опирается огромный куб, который имеет трехчастное деление имеющихся с четырёх сторон полукружий. Арочное покрытие имеет завершение в виде осадистой главки, расположенной на мощном внушительных размеров барабане. Собор с трёх сторон прикрыт галереями, которые несколько скрывают его красоту.
В своё время Троицкий собор имел очень яркий вид, ведь его камни были расписаны чередующимися красками, например чёрной, белой, жёлтой, позолоченной и т. д., но на каждом камне был обозначен крест, что относилось к наличию орнаментального пояса. Несколько ярких полос венчали барабан. Стены памятника разделялись при помощи орнаментального пояса на два яруса, не переходя через пилястры. Облицовка стен во внутреннем убранстве была оформлена в виде белого камня, а небольшие промежутки, расположенные между пилястрами, были оформлены кирпичом. Входные двери состояли из пары дубовых половин, которые с наружной стороны были обложены при помощи пластин, сделанных из красной меди и украшенных золотыми рисунками, основанными на библейских сюжетах.
Под алтарной частью Троицкого собора находится подклет, в котором расположены семь надгробий, выстроенных из белого камня. На надгробиях имеются надписи, написанные на славянском языке, которые указывают на имя усопшего. Под первым надгробием упокоен строитель и духовник Успенского монастыря Корнилий, который скончался в 1681 году. Здесь же похоронен Иван Бутурлин, генерал петровских времен; есть две могилы неизвестного происхождения — некоторые учёные полагают, что здесь находятся захоронения двух внебрачных дочерей Ивана Грозного.
До середины XVII века собор носил название «церковь Покрова Богородицы», что подтверждает роспись стен, характеризующаяся богородичными сюжетами.
На протяжении пяти столетий собор не один раз переделывался и перестраивался, при этом изменялись и сами фрески. В 1671 году в Александрову слободу были посланы иконописцы из Ростова. Лики всех изображённых святых отличались большой выразительностью: бороды и волосы были уложены редкими прядями, на одежде были видны прямые складки, а сами фигуры кажутся несколько удлинёнными. Наибольшее количество фресок изображено на голубом фоне, а сами надписи отчётливо выделяются белилами. В нижней части столба, расположенного с южной стороны, нет никаких записей, но изображено некое событие из жизнеописания Святой Богородицы.
На протяжении 1947 года государственные реставрационно-научные мастерские проводили ремонтные работы сильно обветшавшего памятника. Были полностью демонтированы четыре главки, выстроена отмостка вокруг собора для отвода воды, а также восставлены подклети, обустроено водяное отопление и отремонтирован центральный купол.

## Архитектура
| Илл. | Название                                                                              | Описание |
| ---- | ------------------------------------------------------------------------------------- | --- |
|      | Кремлёвские стены, Новгородские и Тверские врата                                      | |
|      | Покровская церковь                                                                    | Великокняжеский домовый храм (XVI—XVII вв.). Примыкает к царским палатам. |
|      | Распятская церковь-колокольня                                                         | Построена на рубеже XVI—XVII вв. К церкви пристроены иноческие кельи царевны Марфы Алексеевны (Марфины палаты).                                                                               |
|      | Троицкий собор                                                                        | Построен на рубеже XVI—XVII вв. |
|      | Успенская церковь                                                                     | |
|      | Церковь Сретения Господня с больничным корпусом                                       | |
|      | Надвратная церковь в честь великомученика Фёдора Стратилата c Преображенским корпусом | Годы постройки: 1682, 1858—1890 |
|      | Келейный корпус                                                                       | |
|      | Водоналивная палатка                                                                  | |
|      | Настоятельские покои                                                                  | |
|      | Конюшни                                                                               | Кобыльи конюшни (по современному конные заводы), где разводили лошадей русской породы и иноземных, то есть черемисских, ногайских, калмыцких, кызылбашских (персидских), литовских и горских. |
|      | Крестьянская изба                                                                     | |

## Награды
24 октября 2019 года Федеральному государственному бюджетному учреждению культуры «Государственный историко-архитектурный и художественный музей-заповедник «Александровская слобода» за заслуги в развитии отечественной культуры и многолетнюю плодотворную деятельность объявлена Благодарность Президента Российской Федерации.

## В нумизматике и филателии
14 марта 2023 года Банк России в серии «Памятники архитектуры России» выпустил монету, посвященную Александровской слободе.

20 августа 2017 года была выпущена почтовая марка из серии «Российские кремли».
- 25 рублей, серебро, 2023 год
- Почтовая марка, 2017 год
- Почтовый блок, 2013 год